# Olafur Thor Hauksson
Ólafur Þór Hauksson (Olafur Thor Hauksson) est un responsable de police locale islandais, nommé « procureur spécial » pour enquêter sur la crise financière islandaise de 2008. Il a traduit en justice une demi douzaine de personnes.